# Alfabeto bengalí
El alfabeto bengalí (bengali: বাংলা লিপি Bangla lipi) es un sistema abugida de escritura que pertenece a la familia brahmica de alfabetos que son asociados con los idiomas bangla, asamés, bishnupriya manipuri, manipuri y sylheto. Derivó del antiguo alfabeto nagari.
Aunque es muy similar al devanagari, es menos estructurado en bloques y presenta formas más sinuosas. El alfabeto bengalí moderno fue formalizado en 1778 cuando Charles Wilkins por primera vez creó una composición tipográfica, y posteriormente fue reformado por Ishwar Chandra Vidyasagar. Es casi idéntico al alfabeto asamés, del que se diferencia sólo por dos letras.

## Consonantes
Las consonantes son llamadas ব্যঞ্জনবর্ণ bænjônbôrnô "letra consonante" en bengalí. Normalmente los nombres de las letras son el sonido de la consonante más la vocal inherente অ ô. Como la vocal inherente se asume y no se escribe, la mayoría de los nombres de las letras son idénticas a las letras en sí (el nombre de la letra ঘ es sí misma, ghô, no gh).
- Algunas letras que han perdido su pronunciación distintiva en bengalí moderno son llamadas por nombres más elaborados. Por ejemplo, como el fonema /n/ se escribe tanto ন como ণ, las letras no son llamadas solamente nô; en su lugar, son llamadas দন্ত্য ন dôntyô nô ("nô dental") y মূর্ধন্য ণ murdhônyô nô ("nô retrofleja"). Lo que se pronunciaba y escribía antes como una nasal retrofleja ণ [ɳ] se pronuncia ahora como una nasal alveolar [n] (a menos de que esté ligada con otra consonante retrofleja, como ট, ঠ, ড y ঢ) aunque la escritura no refleja el cambio.
- Aunque se siguen llamando Murdhônyô cuando son enseñadas, las consonantes retroflejas no existen en el bengalí y en su lugar son postalveolares o alveolares.[1]
- La fricativa postalveolar sorda /ʃ/ se puede escribir শ, (তালব্য শ talôbyô shô, "shô palatal"), ষ (মূর্ধন্য ষ murdhônyô shô, "shô retrofleja"), o স (দন্ত্য স dôntyô sô, "sô dental"), dependiendo de la palabra.
- La africada postalveolar sonora /dʒ/ se puede escribir de dos formas, como য (অন্তঃস্থ য ôntôsthô jô) o জ (বর্গীয় জ bôrgiyô jô).  En muchas variedades del bengalí, [z, dz] no se distinguen de este fonema, pero los hablantes que los distinguen podrían usar las letras য y জ para diferenciarlos.
- Como las nasales ঞ ñô /ẽɔ/ y ঙ ngô /ŋɔ/ no pueden aparecer al inicio de una palabra en el bengalí, sus nombres no son ñô y ngô respectivamente sino উঙ ungô (pronunciado por algunos hablantes como উম umô o উঁঅ ũô) y ইঞ iñô (pronunciado por algunos hablantes como নীয় niyô o ইঙ ingô)  respectivamente.
- Similarmente, como la semivocal য় yô /e̯ɔ/ no puede aparecer al inicio de una palabra en bengalí (a diferencia del sánscrito y otros idiomas indios, las palabras del bengalí no pueden empezar con ningún fonema semi-vocálico), su nombre no es ôntôsthô yô sino অন্তঃস্থ অ ôntôsthô ô.
- Hay una diferencia en la pronunciación de ড় ṛô (ড-এ শূন্য ড় ḍô-e shunyô ṛô) y ঢ় ṛhô (ঢ-এ শূন্য ঢ় ḍhô-e shunyô ṛhô) con la de র rô (a veces llamada ব-এ শূন্য র bô-e shunyô rô con el propósito de diferenciarla) - similar a otros idiomas indios. Esto es especialmente cierto en el habla de la parte oeste y sur del estado de Bengal pero no tanto en los dialectos del lado este del río Padma. ড় y ঢ় fueron introducidas al inventario durante la reforma de Ishwar Chandra Vidyasagar para indicar la vibrante simple retrofleja en la pronunciación de ড ḍô y ঢ ḍhô en la mitad o al final de la palabra. Es un desarrollo alofónico en algunos idiomas indios que no está presente en el sánscrito. Aun así en el habla normal estas letras se pronuncian igual que র en bengalí moderno.

|                              | স্পর্শ (Oclusivas)      | স্পর্শ (Oclusivas)      | স্পর্শ (Oclusivas)  | স্পর্শ (Oclusivas)     | স্পর্শ (Oclusivas)      | স্পর্শ (Oclusivas)      | স্পর্শ (Oclusivas)  | স্পর্শ (Oclusivas)   | অনুনাসিক (Nasales)       | অনুনাসিক (Nasales)       | অন্তঃস্থ (Aproximantes)  | অন্তঃস্থ (Aproximantes)  | ঊষ্ম (Fricativas)      | ঊষ্ম (Fricativas)      | ঊষ্ম (Fricativas)  | ঊষ্ম (Fricativas)  |
| ---------------------------- | --------------------- | --------------------- | ----------------- | -------------------- | --------------------- | --------------------- | ----------------- | ------------------ | --------------------- | --------------------- | --------------------- | --------------------- | --------------------- | --------------------- | ----------------- | ----------------- |
| বর্গীয় বর্ণ (Sonidos genéricos) |                       |                       |                   |                      |                       |                       |                   |                    |                       |                       | অন্তঃস্থ (Aproximantes)  | অন্তঃস্থ (Aproximantes)  | ঊষ্ম (Fricativas)      | ঊষ্ম (Fricativas)      | ঊষ্ম (Fricativas)  | ঊষ্ম (Fricativas)  |
| Voz →                        | অঘোষ (Sordas)          | অঘোষ (Sordas)          | অঘোষ (Sordas)      | অঘোষ (Sordas)         | ঘোষ (Sonoras)          | ঘোষ (Sonoras)          | ঘোষ (Sonoras)      | ঘোষ (Sonoras)       | ঘোষ (Sonoras)          | ঘোষ (Sonoras)          | ঘোষ (Sonoras)          | ঘোষ (Sonoras)          | অঘোষ (Sordas)          | অঘোষ (Sordas)          | ঘোষ (Sonoras)      | ঘোষ (Sonoras)      |
| Aspiración →                 | অল্পপ্রাণ (No aspiradas) | অল্পপ্রাণ (No aspiradas) | মহাপ্রাণ (Aspiradas) | মহাপ্রাণ (Aspiradas)    | অল্পপ্রাণ (No aspiradas) | অল্পপ্রাণ (No aspiradas) | মহাপ্রাণ (Aspiradas) | মহাপ্রাণ (Aspiradas)  | অল্পপ্রাণ (No aspiradas) | অল্পপ্রাণ (No aspiradas) | অল্পপ্রাণ (No aspiradas) | অল্পপ্রাণ (No aspiradas) | অল্পপ্রাণ (No aspiradas) | অল্পপ্রাণ (No aspiradas) | মহাপ্রাণ (Aspiradas) | মহাপ্রাণ (Aspiradas) |
| কন্ঠ্য (Guturales)             | ক                     | kô /kɔ/               | খ                 | khô /kʰɔ/            | গ                     | gô /gɔ/               | ঘ                 | ghô /ɡʱɔ/          | ঙ                     | ngô /ŋɔ/              |                       |                       |                       |                       | হ                 | hô /ɦɔ~hɔ/        |
| তালব্য (Palatales)             | চ                     | chô/sô /tʃɔ~tsɔ~sɔ/   | ছ                 | chhô/ssô /tʃʰɔ~tsʰɔ/ | জ                     | ǰô /dʒɔ~dzɔ~zɔ/       | ঝ                 | ǰhô /dʒʱɔ~dzʱɔ/    | ঞ                     | ñô /nɔ~ẽɔ/            | য                     | jô /dʒɔ~dzɔ~zɔ/       | শ                     | shô /ʃɔ~ɕɔ~sɔ/        |                   |                   |
| মূর্ধন্য (Retroflejas)          | ট                     | ṭô /ʈɔ/               | ঠ                 | ṭhô /ʈʰɔ/            | ড                     | ḍô /ɖɔ/               | ঢ                 | ḍhô /ɖʱɔ/          | ণ                     | ṇô /nɔ~ɳɔ/            | র                     | rô /rɔ/               | ষ                     | ṣô /ɕɔ~ʃɔ/            |                   |                   |
| দন্ত্য (Dentales)              | ত                     | tô /t̪ɔ/               | থ                 | thô /t̪ʰɔ/            | দ                     | dô /d̪ɔ/               | ধ                 | dhô /d̪ʱɔ/          | ন                     | nô /nɔ/               | ল                     | lô /lɔ/               | স                     | sô/shô /sɔ~ɕɔ~ʃɔ      |                   |                   |
| ওষ্ঠ্য (Labiales)              | প                     | pô /pɔ/               | ফ                 | phô/fô /pʰɔ~ɸɔ~fɔ/   | ব                     | bô /bɔ/               | ভ                 | bhô/vô /bʱɔ~βɔ~vɔ/ | ম                     | mô /mɔ/               | ব                     | βô /bɔ/               |                       |                       |                   |                   |

| Letras post-reforma | ড় | ṛô /ɽɔ/ | ঢ় | ṛhô /ɽʱɔ~ɽ/ | য় | yô /e̯ɔ~jɔ/ |

1. ↑  Pese a que en bengalí moderno las letras ক, খ, গ, ঘ, ঙ son en realidad consonantes velares y la letra হ es en realidad una consonante glotal, los textos siguen usando el nombre sánscrito "কন্ঠ্য" ("gutural").
2. ↑  Cuando se usa al inicio o al final de una palabra, হ se pronuncia sorda /hɔ/ pero cuando se usa en la mitad, se pronuncia sonora /ɦɔ/.
3. ↑  Las letras palatales fonéticamente representan sonidos palato-alveolares pero en dialectos del este generalmente son despalatalizados o despalatalizados y desafricados.
4. ↑  El sonido original de ঞ era /ɲɔ/ pero en bengalí moderno, representa /ẽɔ/ y cuando está ligada a otras consonantes se pronuncia /nɔ/ al igual que ন.
5. ↑  En el sánscrito, য representaba la aproximante palatal sonora /j/. En el bengalí, desarrolló dos alófonos: Una africada postalveolar sonora /dʒɔ/ al igual que জ cuando se usa al inicio de una palabra y la aproximante palatal sonora en otros casos. Cuando estaba reformando el alfabeto bengalí, Ishwar Chandra Vidyasagar introdujo য়, que representa /e̯ɔ/, para indicar la aproximante palatal sonora en la pronunciación de য en la mitad o al final de una palabra. En bengalí moderno, য representa /dʒɔ/ y la vocal semiabierta anterior no redondeada /ɛ/ como el diacrítico jôfôla. Se pronuncia como africada alveolar sonora /dzɔ/ en dialectos del este y también se usa para representar la fricativa alveolar sonora /zɔ/ para préstamos perso-árabes.
6. 1 2 3  En el bengalí, hay tres letras para sibilantes: শ, ষ, স. Originalmente, las tres tenían sonidos diferentes. En bengalí moderno, la sibilante más común varía entre /ʃ~ɕ/ – originalmente representada por শ, pero hoy, স y ষ en palabras se suelen pronunciar /ɕ~ʃ/. La otra sibilante del bengalí es /s/, originalmente representada por স, pero hoy, শ y ষ, en palabras, pueden ser pronunciadas como /s/. Otra sibilante, ahora extinta, era /ʂ/, originalmente representada por ষ. ষ se pronuncia mayormente como /ɕ~ʃ/, pero en conjunción con consonante apicoalveolares, el sonido /ʂ/ se puede encontrar.
7. ↑  En textos modernos los nombres দন্ত্যমূলীয় ("alveolar") o পশ্চাদ্দন্তমূলীয় ("postalveolar") son usados para describir más precisamente letras anteriormente descritas como retroflejas.
8. ↑  La pronunciación original de ণ era /ɳɔ/ pero en bengalí moderno casi siempre se pronuncia /nɔ/, al igual que ন.  Una excepción es cuando está ligada con otras letras retroflejas, caso en el que el sonido original de ণ se puede encontrar ocasionalmente.
9. ↑  El fonema /r/ se pronuncia como vibrante alveolar múltiple [r], vibrante alveolar simple [ɾ] o aproximante alveolar sonora [ɹ]. La mayoría de los hablantes pronuncian /r/ como vibrante simple [ɾ], aunque la vibrante múltiple [r] puede ocurrir al inicio de la palabra; con la vibrante simple [ɾ] apareciendo en el medio y al final. /r/ es pronunciado usualmente como aproximante [ɹ] en algunos dialectos del este.[2][3]
10. ↑  Aunque ফ representa la forma aspirada de la oclusiva bilabial sorda /pʰɔ/ en realidad se pronuncia como una fricativa bilabial sorda /ɸɔ/ (en dialectos del este) o fricativa labiodental sorda /fɔ/ en el habla normal.
11. ↑  Aunque ভ representa la forma aspirada de la oclusiva bilabial sonora /bʱɔ/ en realidad se pronuncia como una fricativa bilabial sonora /βɔ/ (en dialectos del este) o fricativa labiodental sonora /vɔ/ en el habla normal.

## Vocales
El bengalí tiene vocales diacríticas y vocales independientes.
|                             | হ্রস্ব (Cortas)                   | হ্রস্ব (Cortas)                   | হ্রস্ব (Cortas)            | দীর্ঘ (Largas)          | দীর্ঘ (Largas)          | দীর্ঘ (Largas)        |
|                             | স্বর (Vocal independiente y AFI) | স্বর (Vocal independiente y AFI) | কার (Diacrítico vocálico) | স্বর (Fonema de vocal) | স্বর (Fonema de vocal) | কার (Marca de vocal) |
| --------------------------- | ------------------------------- | ------------------------------- | ------------------------ | --------------------- | --------------------- | ------------------- |
| কন্ঠ্য (Guturales)            | অ                               | ô /ɔ~o/                         | -                        | আ                     | a /a/                 | া                    |
| তালব্য (Palatales)            | ই                               | i /i/                           | ি                         | ঈ                     | ī/ee /i/              | ী                    |
| ওষ্ঠ্য (Labiales)             | উ                               | u /u/                           | ু                         | ঊ                     | ū/oo /u/              | ূ                    |
| মূর্ধন্য (Retroflejas)         | ঋ                               | ṛ/ri /ri/                       | ৃ                         | ৠ                     | ṝ/rri                 | ৄ                    |
| দন্ত্য (Dentales)             | ঌ                               | ḷ/li /li/                       | ৢ                         | ৡ                     | ḹ/lli                 | ৣ                    |
| যুক্তস্বর (Vocales complejas)  |                                 |                                 |                          |                       |                       |                     |
| কন্ঠ্যতালব্য (Palato-guturales) | এ                               | e /e~ɛ/                         | ে                         | ঐ                     | oi /oi/               | ৈ                    |
| কন্ঠৌষ্ঠ্য (Labio-guturales)    | ও                               | o /o~ʊ/                         | ো                         | ঔ                     | ou /ou/               | ৌ                    |

1. ↑  La pronunciación natural de অ es /ɔ/, pero su pronunciación cambia a /o/ en los siguientes casos:
  - অ está en la primera sílaba y hay una ই /i/ o una উ /u/ en la sílaba siguiente, como en অতি ôti "mucho" /ɔt̪i/, বলছি bôlchhi "(Yo estoy) hablando" /ˈboltʃʰi/
  - si অ es la vocal inherente en una ligadura de consonantes al inicio de una palabra tal que la ligadura termine en rôfôla "final rô" /r/, como en প্রথম prôthôm "primero" /prɔt̪ʰɔm/
  - si la siguiente ligadura de consonantes contiene un jôfôla "final jô", como en অন্য ônyô "otro" /onːo/, জন্য jônyô "por" /dʒɔnːɔ/
2. ↑  /a/, representada por la letra আ, es fonéticamente pronunciada como una vocal casi abierta central [ɐ] por la mayoría de los hablantes.[3]
3. ↑  Pese a que la vocal semiabierta anterior no redondeada /ɛ/ es una de las siete vocales principales en el idioma bengalí estándar, no existe un símbolo distinto del alfabeto bengalí para representarla, aunque এ se usa.
4. ↑  /ʊ/ es la pronunciación original de la vocal ও, pese a que una segunda pronunciación /o/ entró a la fonología del bengalí debido a la influencia del sánscrito. En bengalí moderno, tanto la pronunciación antigua como la adoptada de ও se pueden escuchar. Por ejemplo: La palabra নোংরা (significa "sucio") se pronuncia tanto /nʊŋra/ como /noŋra/ (Romanizadas tanto nungra como nongra).

## Ejemplos
Texto bengalí de Jôno Gôno Môno:
জনগণমন-অধিনায়ক জয় হে ভারতভাগ্যবিধাতা!

পঞ্জাব সিন্ধু গুজরাট মরাঠা দ্রাবিড় উত্কল বঙ্গ

বিন্ধ্য হিমাচল যমুনা গঙ্গা উচ্ছলজলধিতরঙ্গ

তব শুভ নামে জাগে, তব শুভ আশিস মাগে,

গাহে তব জয়গাথা।

জনগণমঙ্গলদায়ক জয় হে ভারতভাগ্যবিধাতা!

জয় হে, জয় হে, জয় হে, জয় জয় জয়, জয় হে॥

জনগণমন-অধিনায়ক জয় হে ভারতভাগ্যবিধাতা!
En romanización:
Jônogônomono-odhinaeoko jôeô he Bharotobhaggobidhata!

Pônjabo Shindhu Gujoraţo Môraţha Drabiŗo Utkôlo Bônggo,

Bindho Himachôlo Jomuna Gôngga Uchchhôlojôlodhitoronggo,

Tôbo shubho name jage, tôbo shubho ashish mage,

Gahe tôbo jôeogatha.

Jônogônomonggolodaeoko jôeô he Bharotobhaggobidhata!

Jôeo he, jôeo he, jôeo he, jôeo jôeo jôeo, jôeo he!

Jônogônomono-odhinaeoko jôeô he Bharotobhaggobidhata!

### Galería

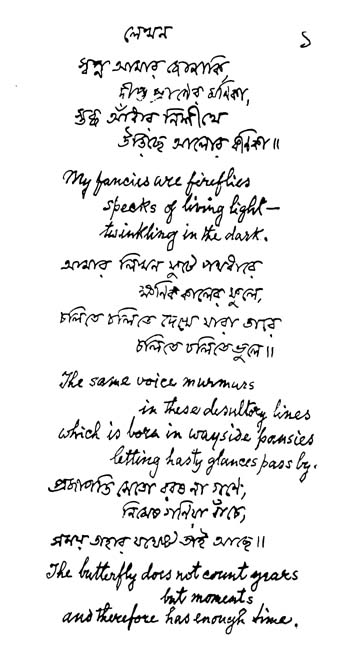
Ejemplo bengalí cursivo